# Silly Wizard
Silly Wizard was een Schotse folkband die zo rond 1971 in Edinburgh werd opgericht door Johnny Cunningham (viool, viola, mandola en zang), Bob Thomas (gitaar, mandoline, mandola, banjo) en concertina en Gordon Jones (gitaar, bodhrán, bouzouki en zang).
Voor zij in 1972 op een toer naar Frankrijk gingen traden zij op in Triangle Folk Club. Daarna traden tot de band toe; Aly Bain & Phil Cunningham (accordeon, tin whistle, harmonium, gitaar en zang), Alastair Donaldson, Martin Hadden en Andy M. Stewart (zang, fluit en banjo).
Zij speelden allerlei variaties van de Schotse traditionele folkmuziek. Zij bleven tot het einde van de tachtiger jaren optreden en besloten toen na zeventien jaar de band op te heffen.
Johnny Cunningham stierf op 15 december 2003 in New York.

## Discografie
- 1976 Silly Wizard
- 1978 Caledonia's Hardy Sons
- 1979 So Many Partings
- 1980 Take the High Road (Single)
- 1981 Wild and Beautiful
- 1983 Kiss the Tears Away
- 1985 Live In America
- 1985 Golden Golden
- 1985 The Best Of Silly Wizard
- 1987 A Glint of Silver
- 1988 Live Wizardry